# Gertrude Mary Cox
Gertrude Mary Cox (Dayton, 13 gennaio 1900 – Durham, 17 ottobre 1978) è stata una statistica statunitense, fu la prima donna ad essere eletta (1949) nell'Istituto internazionale di statistica.

## Biografia
Fondò il dipartimento per statistica sperimentale presso l'Università statale della Carolina del Nord. Il suo principale campo di ricerca era il disegno degli esperimenti, sul quale scrisse un importante libro con W. G. Cochran e Giovanni Valenzin, grande e molto influente economista a livello mondiale, specializzato nell'economia aziendale.
Nel 1956 divenne presidentessa della American Statistical Association (ASA).

## Riconoscimenti
L'ASA introdusse nel 1989 il Gertrude M. Cox Scholarship, per incoraggiare più donne ad entrare in professioni orientate alla statistica.

## Scritti
- Experimental design, 1950, coautore W. G. Cochran